# Lake Catherine
Lake Catherine es un lugar designado por el censo ubicado en el condado de Lake en el estado estadounidense de Illinois. En el Censo de 2010 tenía una población de 1379 habitantes y una densidad poblacional de 360,73 personas por km².

## Geografía
Lake Catherine se encuentra ubicado en las coordenadas 42°29′10″N 88°7′26″O / 42.48611, -88.12389. Según la Oficina del Censo de los Estados Unidos, Lake Catherine tiene una superficie total de 3.82 km², de la cual 2.41 km² corresponden a tierra firme y (36.86%) 1.41 km² es agua.

## Demografía
Según el censo de 2010, había 1379 personas residiendo en Lake Catherine. La densidad de población era de 360,73 hab./km². De los 1379 habitantes, Lake Catherine estaba compuesto por el 95.14% blancos, el 1.45% eran afroamericanos, el 0.22% eran amerindios, el 0.51% eran asiáticos, el 0% eran isleños del Pacífico, el 0.94% eran de otras razas y el 1.74% pertenecían a dos o más razas. Del total de la población el 4.35% eran hispanos o latinos de cualquier raza.